# Припичены-Курки
Припичены-Курки, Припичень-Куркь (рум. Pripiceni-Curchi) — село в Резинском районе Молдавии. Наряду с селом Припичены-Резеши входит в состав коммуны Припичены-Резеши.

## География
Село расположено на высоте 178 метров над уровнем моря.

## Население
По данным переписи населения 2004 года, в селе Припичень-Курки проживает 333 человека (165 мужчин, 168 женщин).
Этнический состав села:
| Национальность | Число жителей | Процентный состав |
| -------------- | ------------- | ----------------- |
| молдаване      | 328           | 98,5              |
| русские        | 3             | 0,9               |
| украинцы       | 1             | 0,3               |
| прочие         | 1             | 0,3               |
| Всего          | 333           | 100 %             |